# Sorbo San Basile
Sorbo San Basile é uma comuna italiana da região da Calábria, província de Catanzaro, com cerca de 932 habitantes. Estende-se por uma área de 58 km², tendo uma densidade populacional de 16 hab/km². Faz fronteira com Bianchi (CS), Carlopoli, Cicala, Colosimi (CS), Fossato Serralta, Gimigliano, Panettieri (CS), Taverna.

## Demografia
| Variação demográfica do município entre 1861 e 2011                               |
|                                                                                   |
| Fonte: Istituto Nazionale di Statistica (ISTAT) - Elaboração gráfica da Wikipedia |